# Sproxton (North Yorkshire)
Sproxton – wieś w Anglii, w hrabstwie North Yorkshire, w dystrykcie (unitary authority) North Yorkshire. Leży 30 km na północ od miasta York i 309 km na północ od Londynu.